# Distretto di Beni Snous
Il distretto di Beni Snous è un distretto della provincia di Tlemcen, in Algeria.

## Comuni
Il distretto di Beni Snous comprende 3 comuni:
- Beni Snous
- Beni Bahdel
- Azaïls